# Ramón Benedito Graells
Ramón Benedito Graells (Barcelona, 1945). Dissenyador industrial. Realitza els seus estudis a l'Escola Industrial de Barcelona i a l'Escola Elisava. Des de 1973, quan crea "Benedito Design" amb Maite Prat, compagina la seva activitat professional amb la docència, primer a l'Escola Elisava i més endavant també a l'Escola Eina, entre d'altres.
El 1983, de forma paral·lela a l'activitat professional, funda “Transatlantic” amb Lluís Morillas i Josep Puig, un equip de disseny experimental que finalitza la seva activitat el 1989.
Ramón Benedito centra el seu treball, principalment, en el disseny d'aparells electrònics i informàtics, instrumental tècnic i científic, màquines i eines, il·luminació i l'equipament domèstic.
Ha treballat, entre d'altres, per a FERMAX, des de 1975, Vieta, Roca, Grok, Escofet. Als anys 1994 i 1995 va ser consultor del “Korean Institute of Industrial Design and Packaging (KIDP)”. Ha estat membre de les juntes directives de l'ADP (1979-1982) i President de l'ADI-FAD (1987-1989). Entre el 1987 i el 1990 va ser membre del consell directiu del FAD i entre el 1990 i el 2000 va ser membre del patronat de la Fundació BCD. El 1992 va ser guardonat amb el Premio Nacional de Diseño. Entre els seus dissenys més destacats cal esmentar la pantalla acústica B-10000 (1980), Premi a la Innovació Tecnològica l'any 1982; la placa de porteria City Line, Premi Valencia Innovació (1992); l'aixeta monocomandament de lavabo “Insignia”, guardonada amb el “Design Award IF”; el carro d'autoservei “Policarro” (1997), Premi Delta ADI-FAD; o el disseny del caixer automàtic “Punt Groc” per La Caixa l'any 2009.
Des del mes de juny de l'any 2010 i fins al mes d'agost de 2016 ha estat el Director General d'Elisava Escola Universitària de Disseny i Enginyeria de Barcelona (www.elisava.net Arxivat 2016-02-02 a Wayback Machine.)
Des del 20 de febrer de 2017 és President del Patronat de la Fundació Privada Elisava Escola Universitària.